# Plusiodonta stimulans
Plusiodonta stimulans är en fjärilsart som beskrevs av Walker 1857. Plusiodonta stimulans ingår i släktet Plusiodonta och familjen nattflyn. Inga underarter finns listade i Catalogue of Life.